# Diane (Q107)
Pour les articles homonymes, voir Diane.
La Diane (Q107) est un sous-marin de la marine nationale française, navire de tête de la classe Diane (1916) composée de deux sous-marins, pendant la Première Guerre mondiale. Il a coulé le 11 février 1918, dans le golfe de Gascogne, au large de La Pallice (Vendée) à la suite d'une explosion. Tout son équipage (43 hommes) a disparu dans le naufrage.